# (17770) Baumé
Pour les articles homonymes, voir Baumé.
(17770) Baumé, désignation internationale (17770) Baume, est un astéroïde de la ceinture principale.

## Description
(17770) Baume est un astéroïde de la ceinture principale. Il fut découvert le 1er mars 1998 à La Silla par Eric Walter Elst. Il présente une orbite caractérisée par un demi-grand axe de 2,55 UA, une excentricité de 0,27 et une inclinaison de 8,3° par rapport à l'écliptique.

## Compléments